# 贡多拉

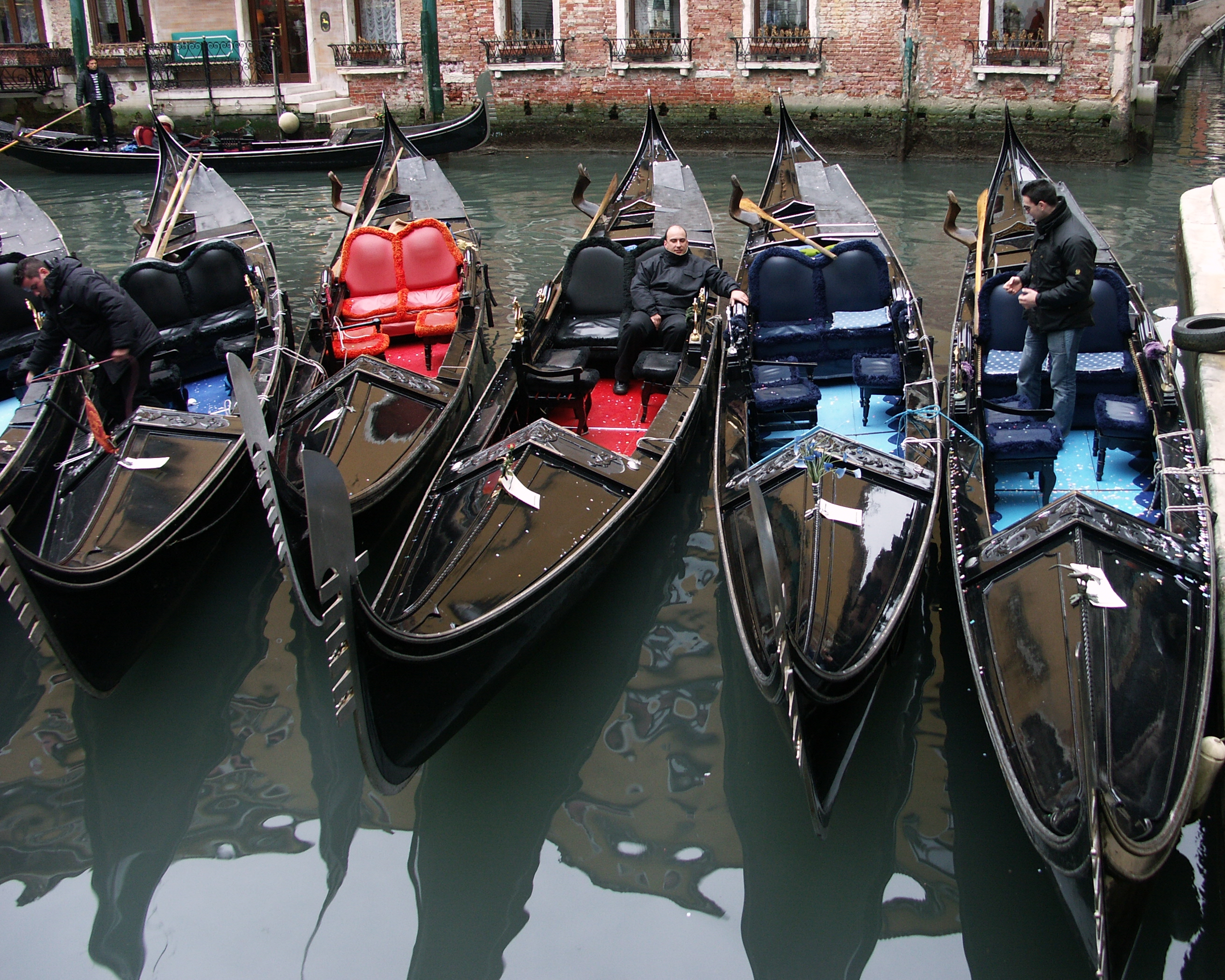
贡多拉

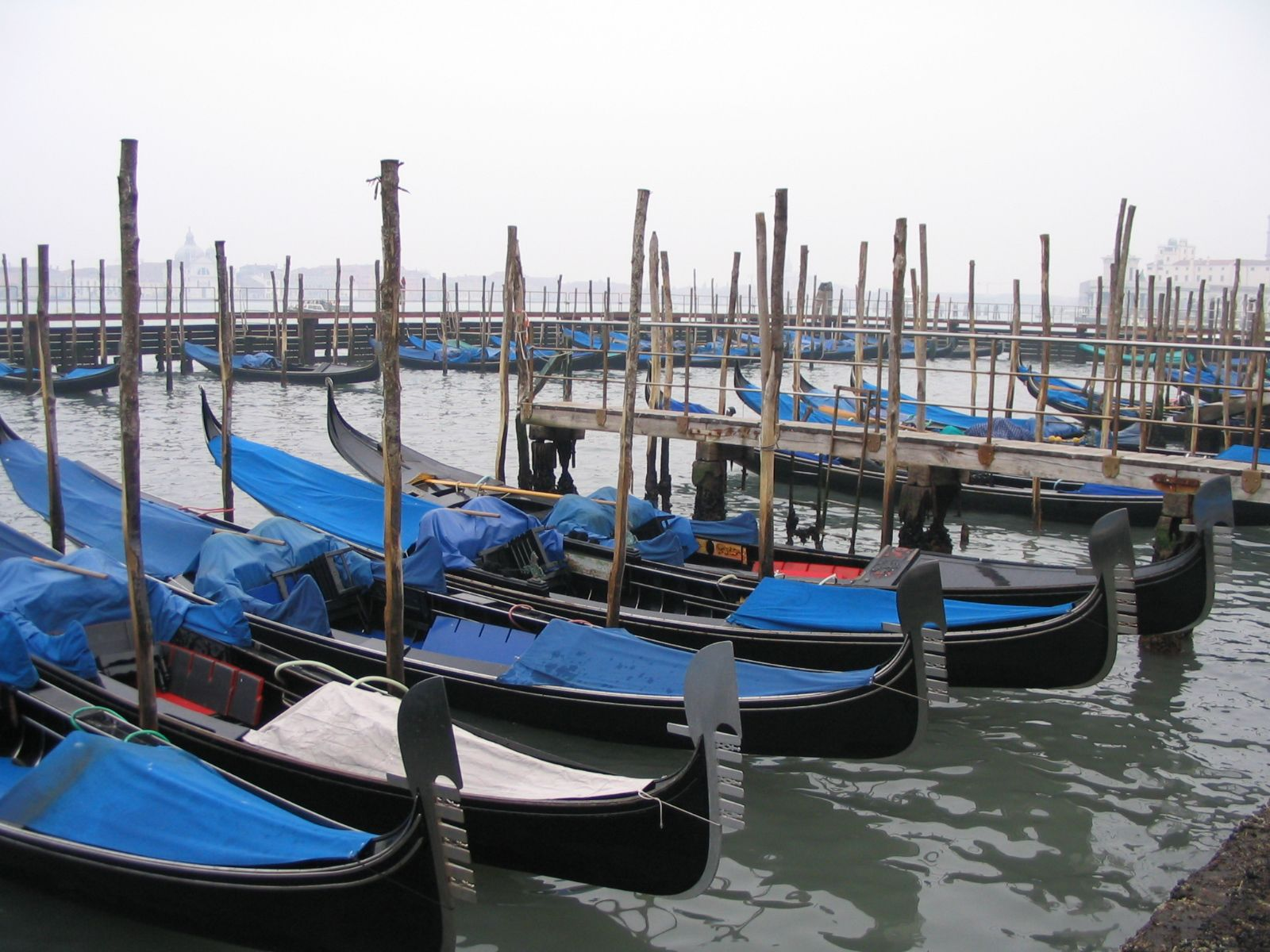
贡多拉停泊處

贡多拉（義大利語：Gondola），又译刚朵拉、凤尾船、共渡乐，是意大利威尼斯特有的和最具代表性的传统划船，船身全漆黑色，由一船夫站在船尾划动。几世纪以来，贡多拉是威尼斯境内主要的交通工具。现今的威尼斯人通常会使用较为经济的水上巴士穿行于市内的主要水道和威尼斯的其他小岛，贡多拉已多作旅遊业用途。

## 样式
素有“水城”之称的威尼斯共有117条水道、118个小岛和401座桥梁，是世界上唯一不通汽车的城市，船是唯一的交通工具。
贡多拉是长约12公尺、宽约1.7米的黑色平底船，装饰华美，两头高翘呈现月牙形，钩嘴形的船头可以方便地探索桥洞的高度。贡多拉的整个船头呈“S”形，船头包着钢皮，船尖上带有6个钢齿的铜饰，象征威尼斯总督的帽子和威尼斯市中心的6个行政区，另一边的一条(加上另一侧的6个钢齿，可算是第7条钢齿)横杠则代表与圣马可广场遥遥相对的、呈月牙形的朱代卡岛。每条贡多拉由一名船夫驾驶，船夫站在船尾靠行驶方向的左侧一边，面向船头，用单隻船桨在船的右侧水中推水。船身采用的是不对称设计，停泊和航行时船身略微向右倾斜，航行时可以抵消站在左侧船夫的体重和船桨的划动，使得贡多拉能够笔直前进，避免原地转圈。
贡多拉是威尼斯特有的，如今仍能够在威尼斯的船厂看到威尼斯人在打造这种小船。贡多拉完全由手工制作，制造一艘贡多拉需要花费8种不同木材的共280多块木头。为了保持良好的外表状态，贡多拉还必须时常维修。如今威尼斯独有的贡多拉制造业，是威尼斯曾经繁荣发达的造船业的缩影。

## 历史
贡多拉有着十分悠久的历史。11世纪是贡多拉最盛行的时期，当时的数量超过了一萬隻，但如今的威尼斯仅剩下了几百隻贡多拉。贡多拉的外观设计原本是各式各样的，16世纪时的贡多拉外表异常艳丽，贵族们经常乘坐雕刻精美、装饰着缎子和丝绸的贡多拉炫耀自己的财富。为了遏制这种奢靡的风气，威尼斯政府在1562年颁布了一条法令，规定所有的贡多拉必须漆成黑色，并且统一了它的样式。这一传统一直被保持了下来，如今的贡多拉也是统一的黑色，只有在特殊场合才会被装饰成花船。
另一种说法是，14世紀時中葉期的歐洲，正被黑死病壟罩著，威尼斯也不例外。當時因世紀黑死病死亡者多達威尼斯人口的三分之一。快速暴增的屍體，只好藉由貢多拉運送，政府也嚴禁奢華浪費的風氣，而用黑色表對黑死病死者的哀悼，这一习惯一直沿用至今。
每年9月第一个周日的下午，在威尼斯的大运河上会举行历史悠久的贡多拉传统划船比赛，即雷戈塔·斯多利卡（Regata Storica）划船比赛。威尼斯赛舟节据史料记载起源于1315年。